# Thomas Bromhead
Thomas Bromhead' (ou Tom Bromhead, Tom Brom, Thomas Browmhead, nascimento: 28 de dezembro de 1972) é um premiado ator profissional, dublador, comediante e músico. Ele vive atualmente em Los Angeles, Califórnia, no Estados Unidos.
Ele pode executar uma grande variedade de sotaques e vozes. Seus dialetos naturais são Inglês dos EUA, britânico e australiano. Ele também pode falar Alemão.  Thomas Bromhead também é conhecido por ser um impressionista, considerando que ele pode imitar todos os tipos de várias vozes diferentes de outras pessoas.